# Musée des techniques de Peenemünde

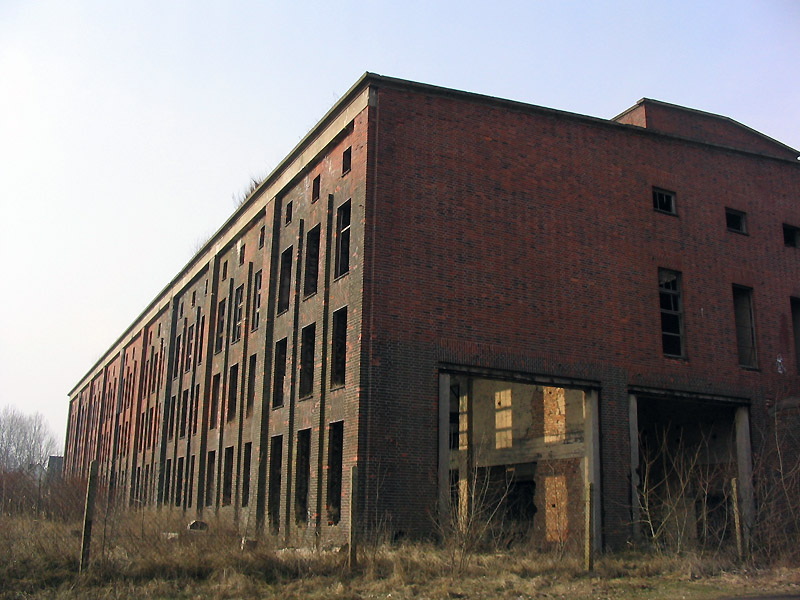
L'usine de liquéfaction de l'oxygène.

Le musée des techniques de Peenemünde (HTM) occupe depuis 1991 les bunkers et l'emprise de l'ex-centrale thermique de Peenemünde sur l'île d'Usedom, à l'Est du Mecklembourg-Poméranie-Occidentale. Ce musée est consacré à l'histoire du centre d'essais militaires de Peenemünde et du pas de tir Peenemünde-West, ainsi qu'aux missiles, fusées et autres aéronefs qui y ont été conçus et testés entre 1936 et 1945.
Le musée est devenu au début de 2010 une antenne autonome du centre d'interprétation historique de Peenemünde (Historisch-Technisches Informationszentrum, HTI) , actif depuis le 9 mai 2009.
Depuis janvier 2007, ce musée est l'une des principales étapes de la route européenne du patrimoine industriel (ERIH) pour les thèmes Énergie et Transport & voies de communication. Le HTM a été récompensé de la croix de Coventry (2002) et du prix du patrimoine culturel (2013) pour la réparation, en 2011, de l'ancienne centrale électrique. Il est depuis un centre international de rencontres culturelles, avec manifestations théâtrales, concerts et expositions d'art plastique. Les concerts du festival d'Usedom, où sont invités chaque année des interprètes de réputation internationale, sont tenus dans l'ancienne chambre des turbines.

## La centrale thermique

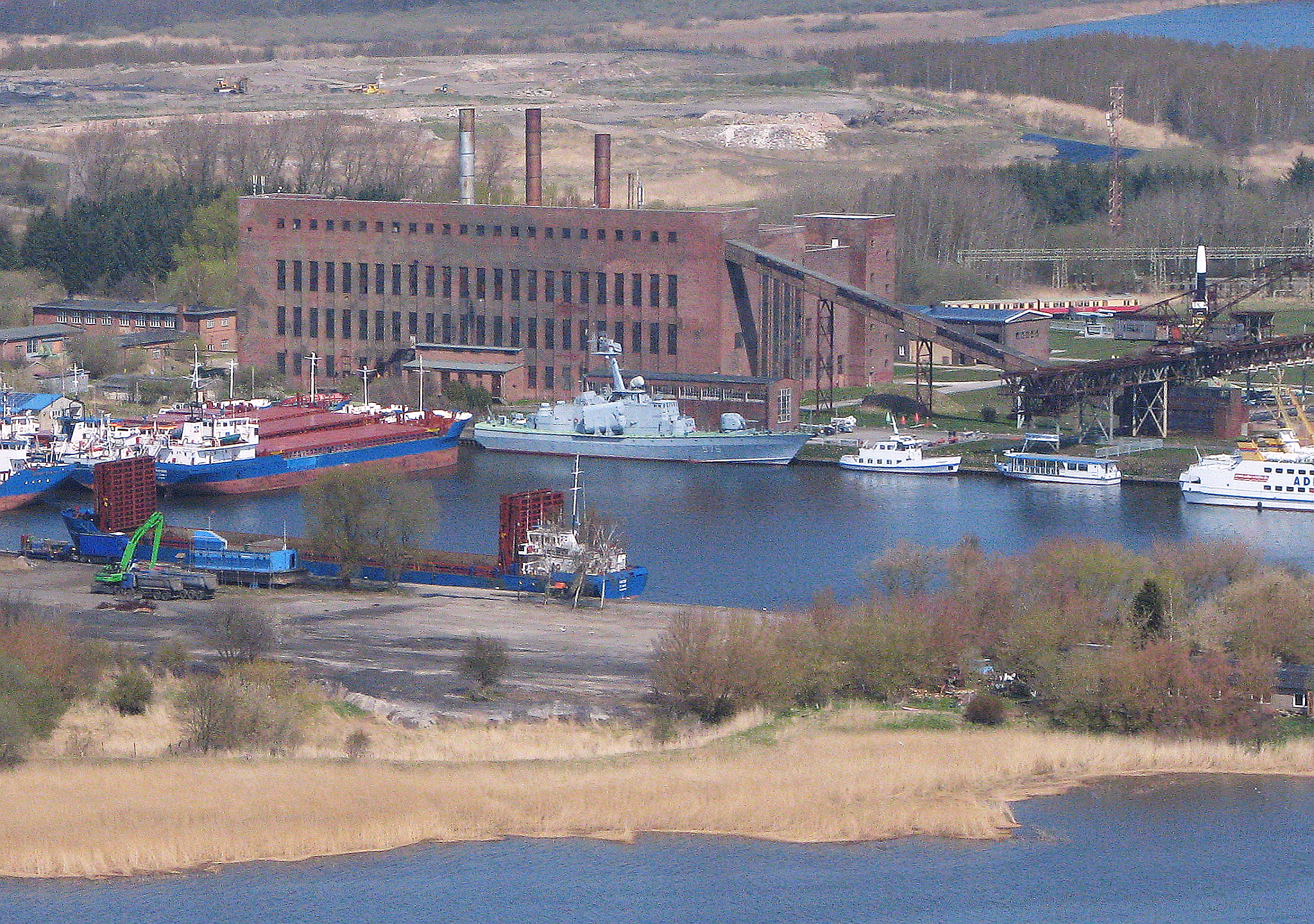
Vue aérienne de la centrale thermique de Peenemünde avec son pont roulant et sa bande transporteuse le long des quais.

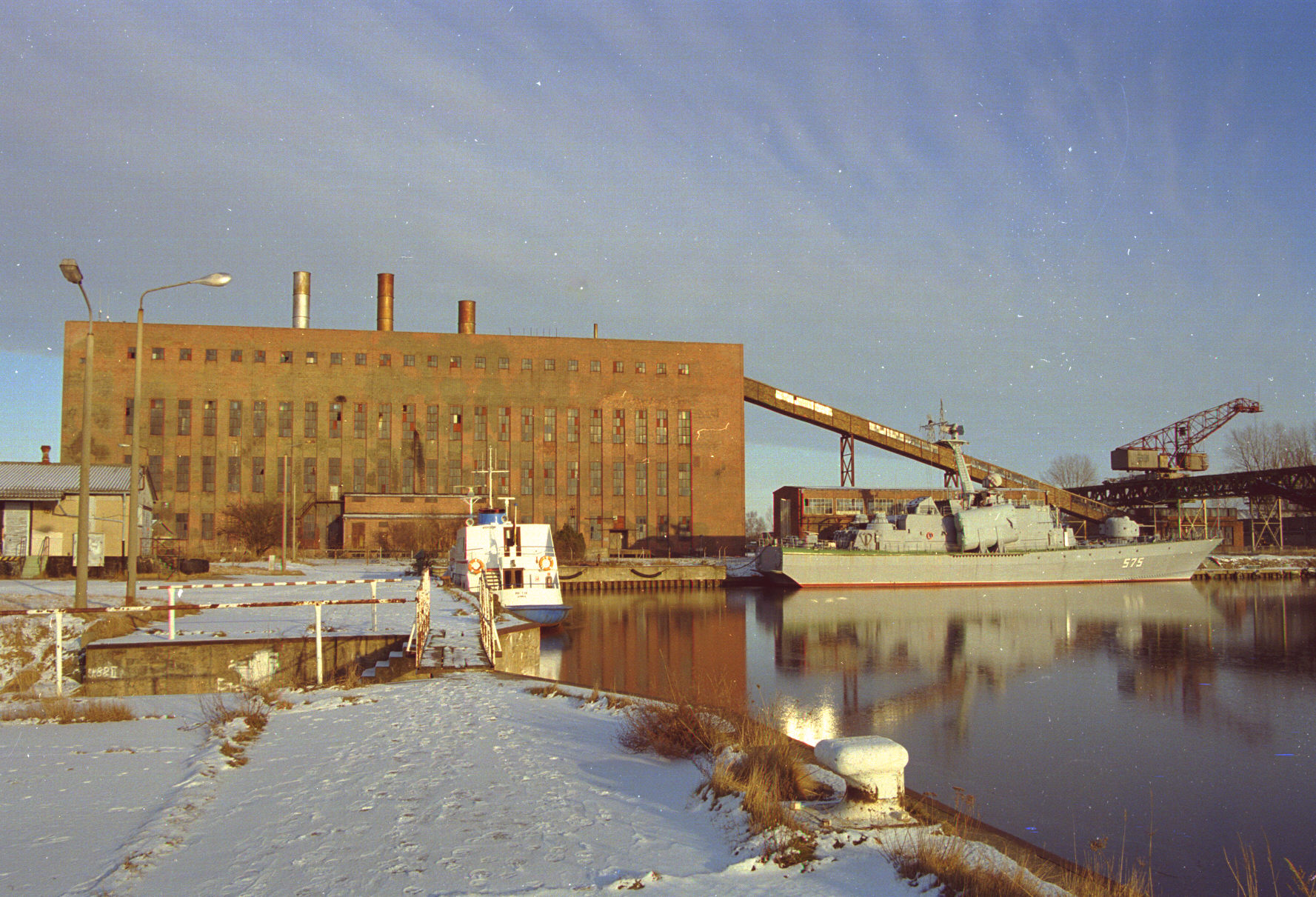
La darse.

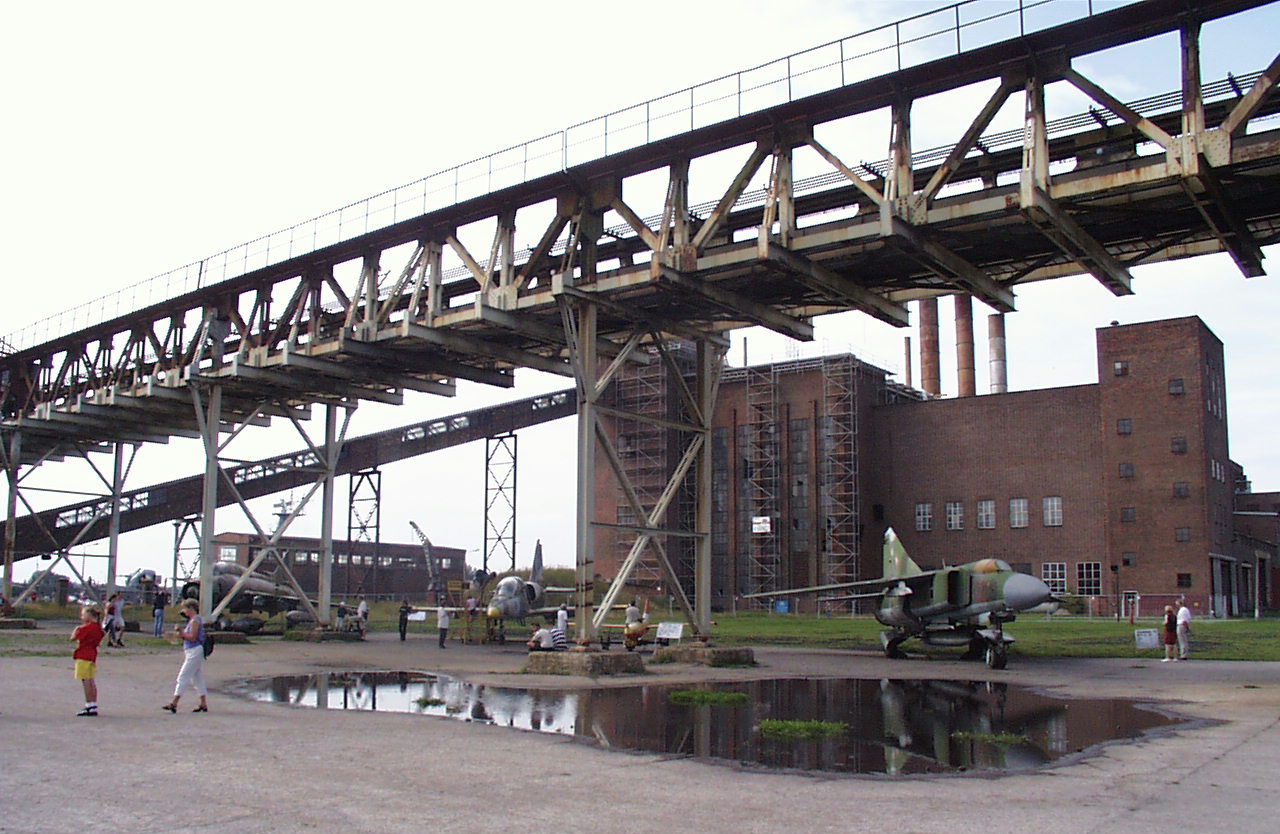
Pont roulant et grue pour l'approvisionnement en charbon.

La centrale thermique de Peenemünde a été construite, en complément du port maritime, à la demande de l'administration militaire du département Centrales électriques de Siemens-Schuckert, qui fournit l'ensemble des équipements techniques. Les travaux ont commencé le 6 décembre 1939. Il s'agissait à l'origine de construire deux centrales. La proximité du chenal de Peenestrom permettait d'assurer un approvisionnement continu en combustible par voie de mer. Pour le déchargement du charbon, MAN équipa les quais d'un pont roulant avec voie de grue, en treillis métallique riveté long de 200 m, sous lequel se trouvait un concasseur pour la pulvérisation du charbon. À la sortie du concasseur, le charbon était acheminé vers les cuves de pesage par une bande transporteuse.
Les bâtiments offrent un exemple typique d'architecture nazie appliquée à l'industrie : leurs proportions et leur aspect ont été confiés tantôt à l'architecte Hans Hertlein, tantôt laissés aux bons soins de l'entrepreneur, qui s'est, en l'occurrence, inspiré des usines dessinées par Hertlein pour Siemens à Berlin. De plan irrégulier, la centrale, fondée sur pieux en béton armé, est une structure de trois étages et un demi-étage constituée d'une ossature poteaux-poutres, avec remplage de briques et ciment en seconde phase. La moitié sud est en dépression par rapport au reste de l'usine, et l'angle sud-est se termine par une tour. Les façades de la halle aux machines sont rythmées par des lésènes et des linteaux. Les escaliers monumentaux se trouvent dans une annexe de l'angle nord-est.
Dès 1940, le chantier de la centrale a été raccordé par chemin de fer à la ligne Zinnowitz–Peenemünde.
La chaufferie comportait quatre chaudières à vapeur Babcock-Borsig équipées de grilles mobiles pour l'évacuation des cendres. Chaque chaudière possédait son propre silo à charbon, d'une capacité de 200 t de houille. La puissance de l'ensemble des turbines était de 30 MW. L'eau de refroidissement était pompée dans la mer, décantée et dégrillée. L'eau chaude était rejetée dans la darse portuaire, ce qui la rendait utilisable même en plein hiver, alors que la mer était prise par les glaces ; mais une grande partie de l'énergie calorifique était réemployée au chauffage des locaux (cogénération).
Le poste de contrôle, les commutateurs, les câblages et les bureaux tenaient dans un seul bâtiment, à l'écart de la centrale proprement dite, dans un bunker.
La salle de commande a été mise en service le 1er juin 1942, et la centrale elle-même au mois de novembre 1943. De l'électricité produite, variant entre 30 et 33 MW, 22 MW étaient consommés par les pompes de liquéfaction de l'oxygène, nécessaires pour produire le comburant des fusées.
Après l'occupation de Peenemünde par l'Armée rouge, cette centrale fut remise en marche. Son directeur, Walter Petzold, avait refusé de faire sauter les installations comme l'exigeaient les derniers ordres du commandant de la base. Les machines, chaudières et étages haute et basse pression furent démontés pièce par pièce jusqu'au mois d'août 1945 et évacués vers la Russie au titre des réparations de guerre. La fraction d'installations confisquées, arrêtée initialement à 50%, ne fut pas respectée par les Soviétiques, si bien qu'au mois d’octobre 1945, l’ingénieur Walter Petzold les alerta qu'outre la ville de Wolgast, les troupes d'occupation russes stationnées à Usedom seraient privées d'électricité. Au début des années 1950, la centrale fut rééquipée et agrandie. Une aile à pignon en briques de deux étages fut construite en prolongement de l'aile nord. Jusqu'à la fin du mois de mars 1990, la centrale thermique de Peenemünde participa à la production électrique de la RDA, et jusqu'en 1991 elle participa au maintien hors-gel des darses de Peenemünde.

## L'anneau de Peenemünde et la base de missiles

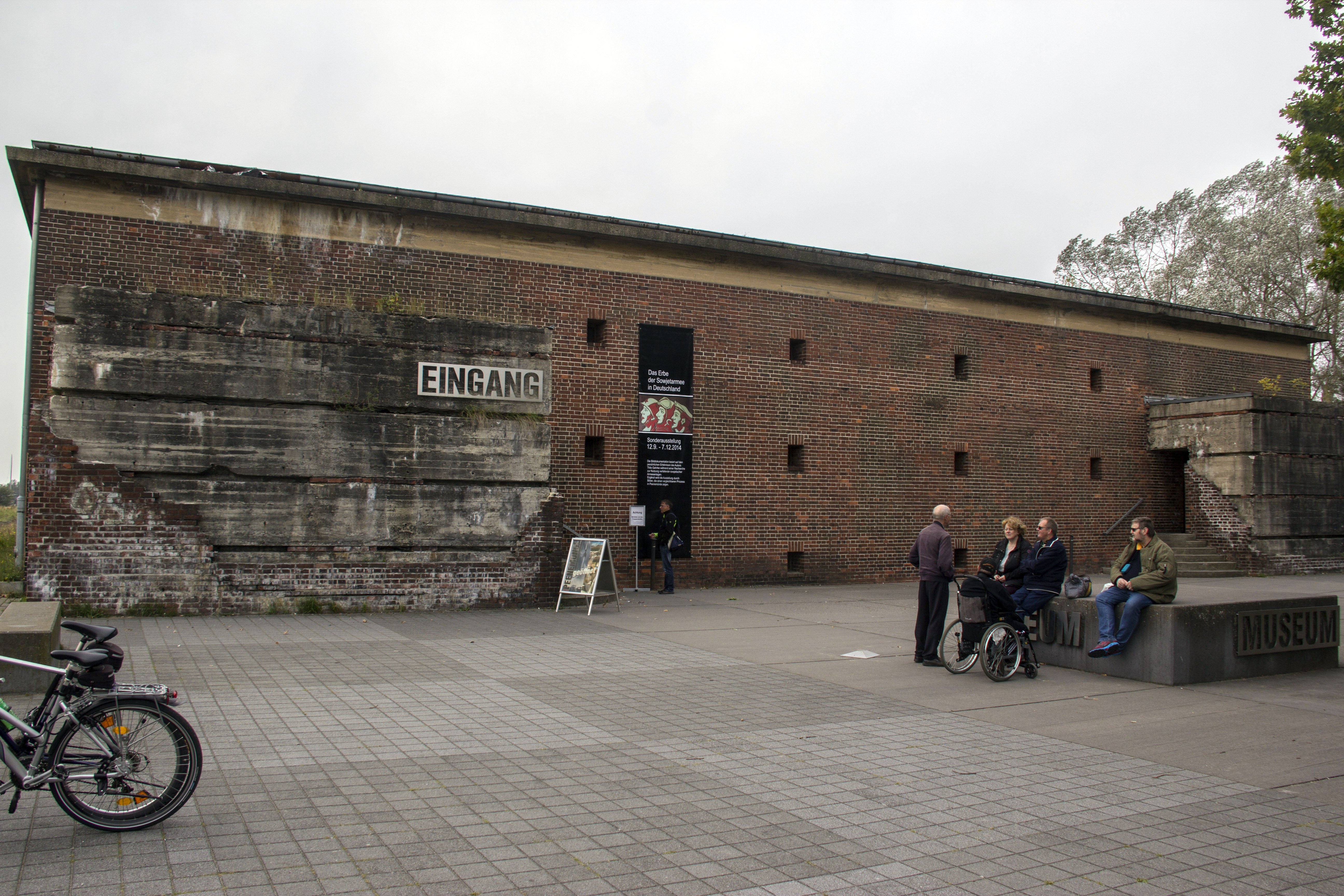
Entrée et caisse d'un des bunkers.

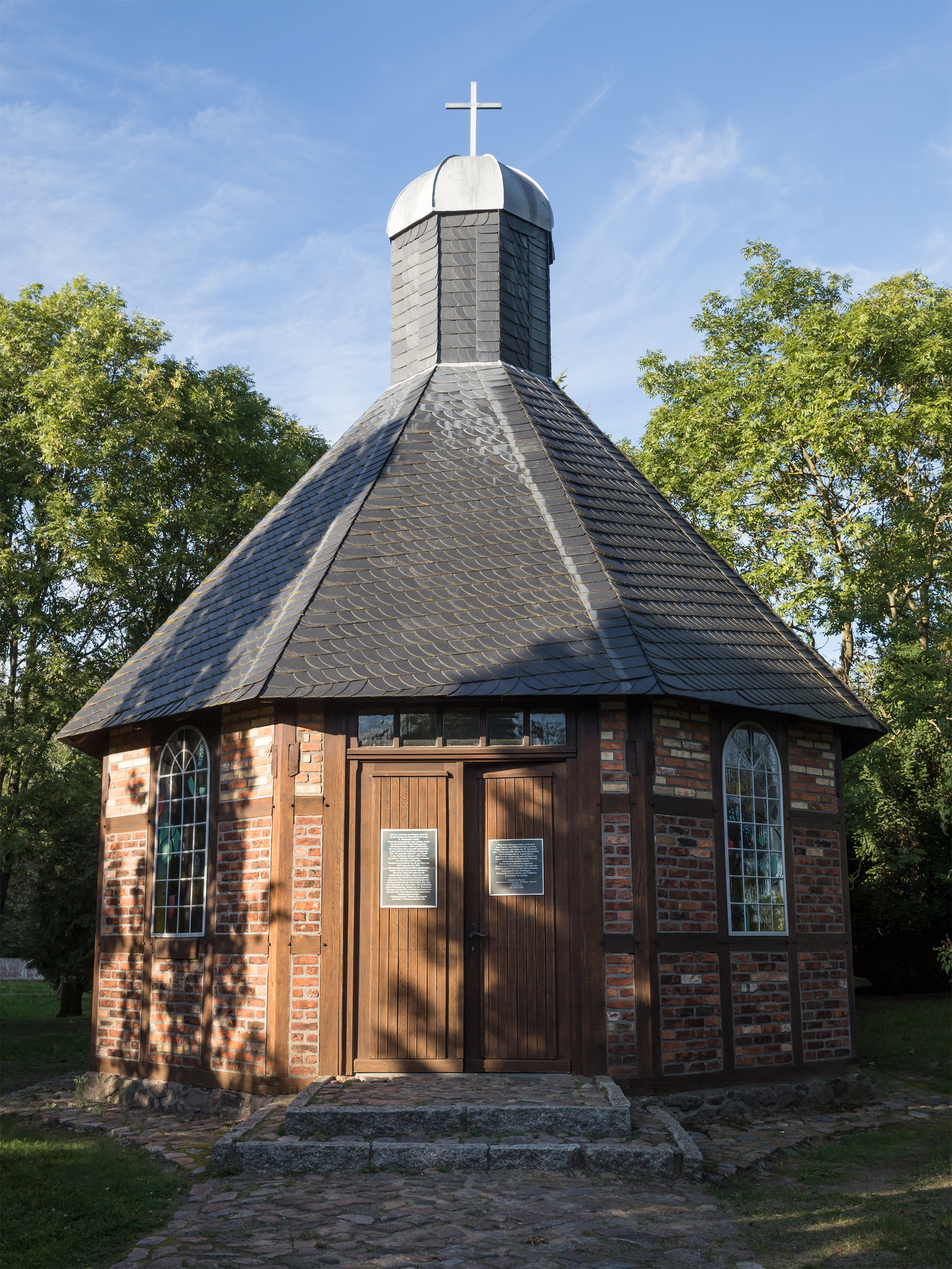
Peenemünde : la chapelle (2016).

Le centre d'interprétation (HTI) a organisé la première exposition d'histoire des techniques dans le corps de garde en 1991. Intitulée « Peenemünde – berceau de l'astronautique » (Peenemünde – Geburtsort der Raumfahrt), elle attira un vaste public ; mais l'exposition suivante, organisée avec l'appui de l'industrie aéronautique allemande, qui devait s'appeler « 50 années d'astronautique. Héritage, missions, perspectives », déclencha le 3 octobre 1992 une bronca médiatique. Les critiques portaient sur la vision par trop complaisante et technocratique de la manifestation, poussant le gouvernement de Mecklembourg-Poméranie-Occidentale à nommer une commission scientifique pour travailler sur l'histoire du centre d'essais.
En 1996, un groupe d'historiens indépendants du Mecklembourg-Poméranie-Occidentale a été chargé de re-concevoir entièrement l'exposition permanente. La galerie permanente : Peenemünde – Mythe et histoire des fusées, 1923-1989 a été inaugurée à l'hiver 2000-2001 : elle occupe deux étages du poste de commandes de l'ancienne centrale électrique.
La galerie exposée dans la centrale électrique a depuis essentiellement une visée historique : le progrès technique n'y est pas séparé de l'évocation des travailleurs forcés du camp. Les objets documents et films rappellent au visiteur le pacte étroit que le concepteur de fusées Wernher von Braun et ses ingénieurs avaient conclu avec les autorités politiques d'alors. Forts de leur expérience technique acquise à Peenemünde, ces hommes ont pu, dès le milieu des années 1960, doter la NASA du lanceur Saturn-V qui a permis d'atteindre la Lune ; mais pendant la guerre, leur tâche exclusive était bien la fabrication d'armes de guerre. Des films montrent les dégâts provoqués par ces armes miracles chez les populations civiles.
Les trésors de technologie du HVA ont enfanté les missiles atomiques des puissances alliées. Les ingénieurs de Peenemünde ont été emmenés aux États-Unis, en Union soviétique, en Grande-Bretagne et en France pour travailler sur les armes à longue portée.
La condition des travailleurs déportés a marqué l'histoire du centre d'essais allemand : dans des conditions inhumaines, ce sont eux qui ont assemblé les « armes miracles. »
La chapelle de l'île, édifiée en 1876, est dédiée aujourd'hui aux victimes de Peenemünde. Elle faisait partie depuis 1936 du périmètre militarisé, et laissée à l'abandon. Fortement délabrée, elle a été démontée dans les années 1990 et reconstruite à l'identique.
La chaufferie abrite depuis 2012 une galerie consacrée à l'histoire de la centrale électrique, à sa construction et à son utilisation jusqu'en 1990. Depuis mai 2015, un plancher translucide permet de voir les machines depuis le haut. Le musée organise aussi chaque année des expositions temporaires.
Depuis son ouverture en 1991 jusqu'en 2020, le musée a reçu plus de 6 millions de visiteurs, dont beaucoup de groupes scolaires. La galerie permanente est à nouveau en cours de réorganisation.

## Le musée de plein air et le circuit didactique

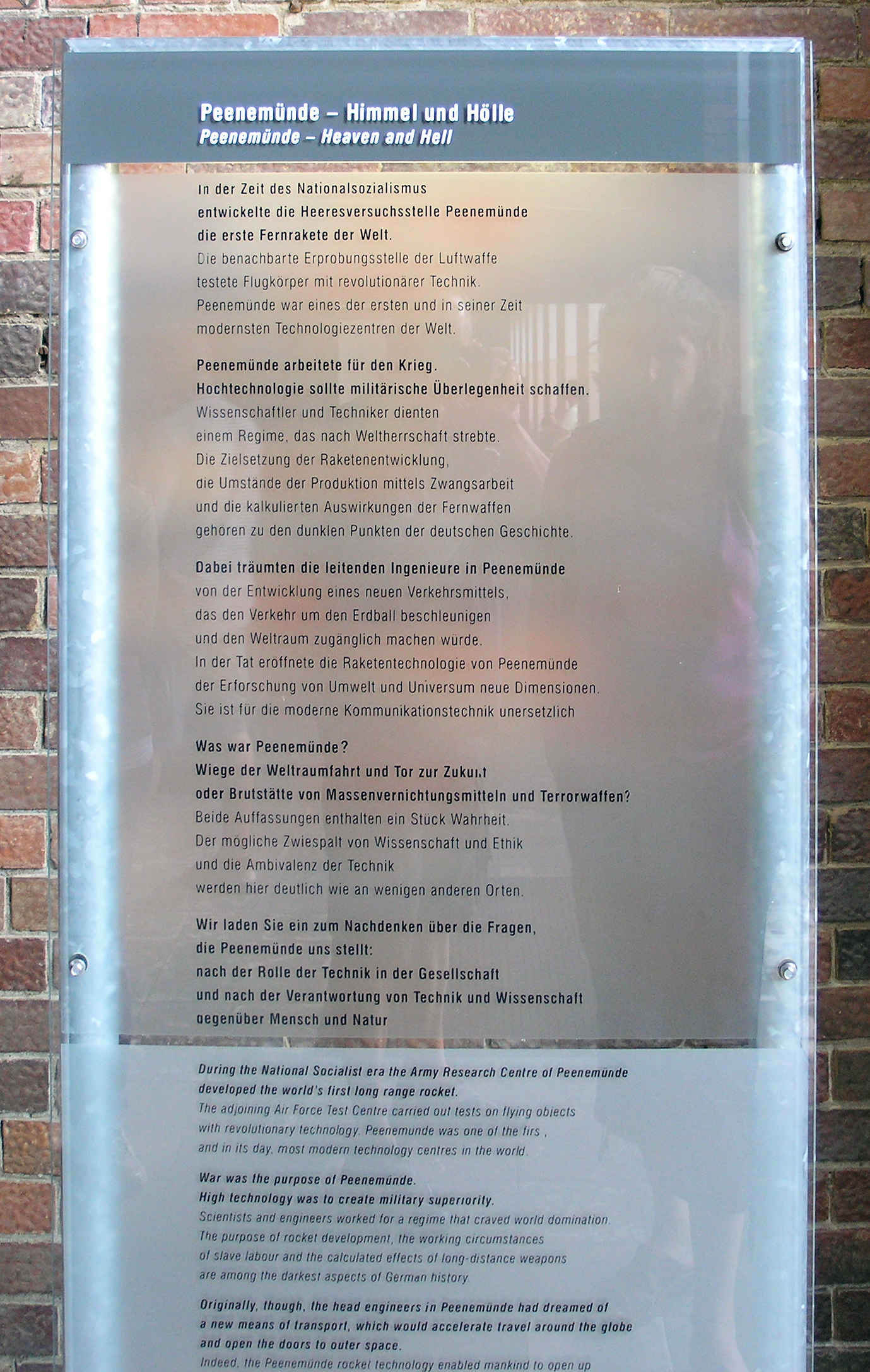
Panneau d'informations à l'entrée du pavillon « Ciel et enfer. »

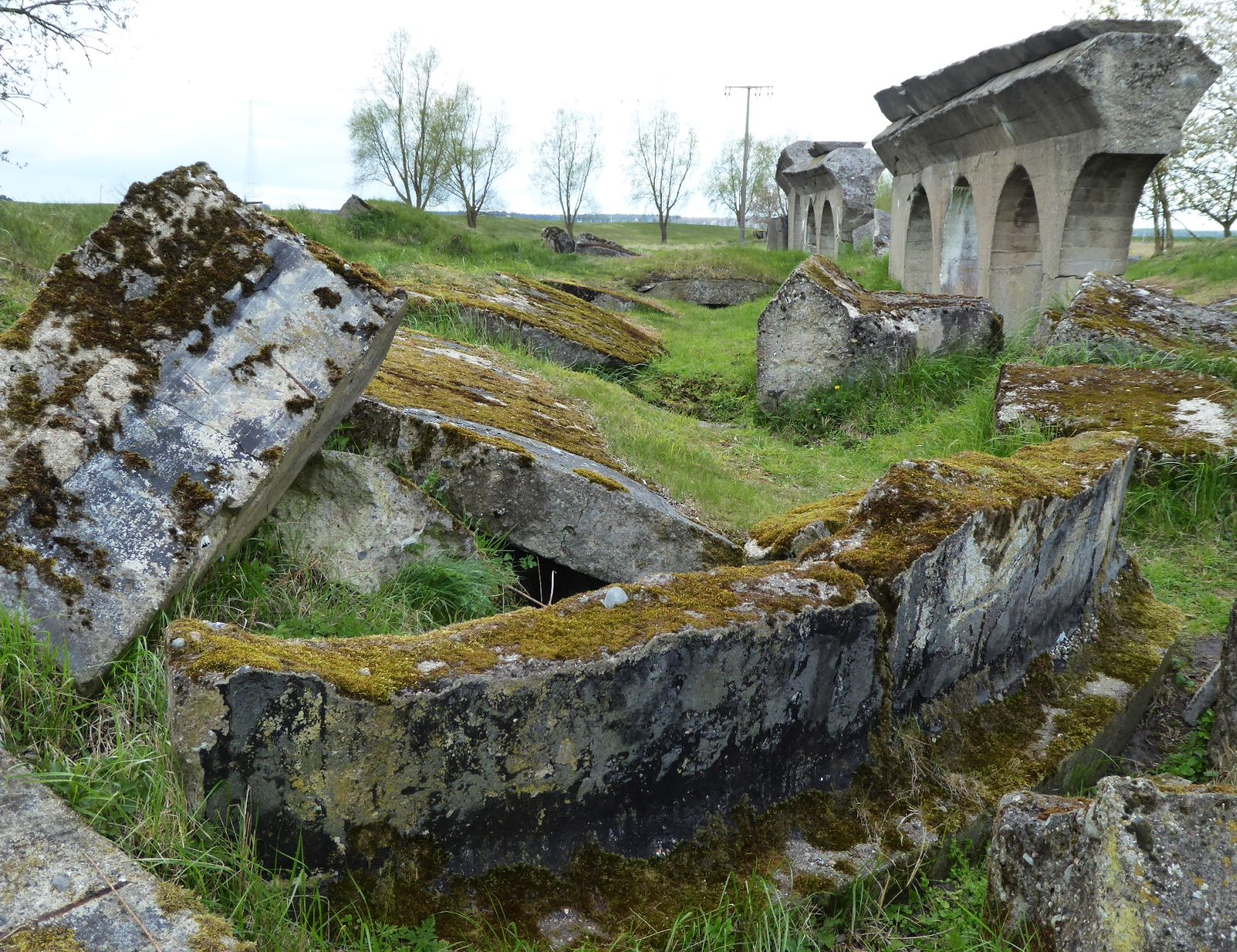
Ruines du Peene-bunker.

Le musée HTM présente une multitude de panneaux explicatifs sur les essais militaires et le centre de recherches de la Luftwaffe, répartis sur tout le périmètre de la boucle de Peenemünde. Le Denkmal-Landschaft Peenemünde est ponctué de 23 étapes le long d'un circuit de 25 km. Le visiteur découvre ainsi les aspects les plus curieux de l'endroit, en évitant les anecdotes macabres.
Ce parcours permet, par delà les machines du musée, de découvrir la richesse écologique et symbolique du site, en évoquant les liens entre l'homme, la Nature et la technique. On peut voir entre autres les ruines de l'usine de liquéfaction de l'oxygène, l'ancien camp de travail forcé et les arrêts du train. La plupart des baraquements, remis en état grâce à la collaboration des mouvements internationaux de jeunesse, sont en accès libre.
Les pièces du musée sont des reconstitutions du missile Fieseler Fi 103 et de la fusée A4.

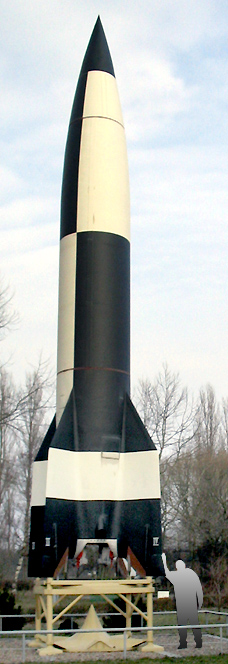
Le V2, ou « fusée modèle A4 »
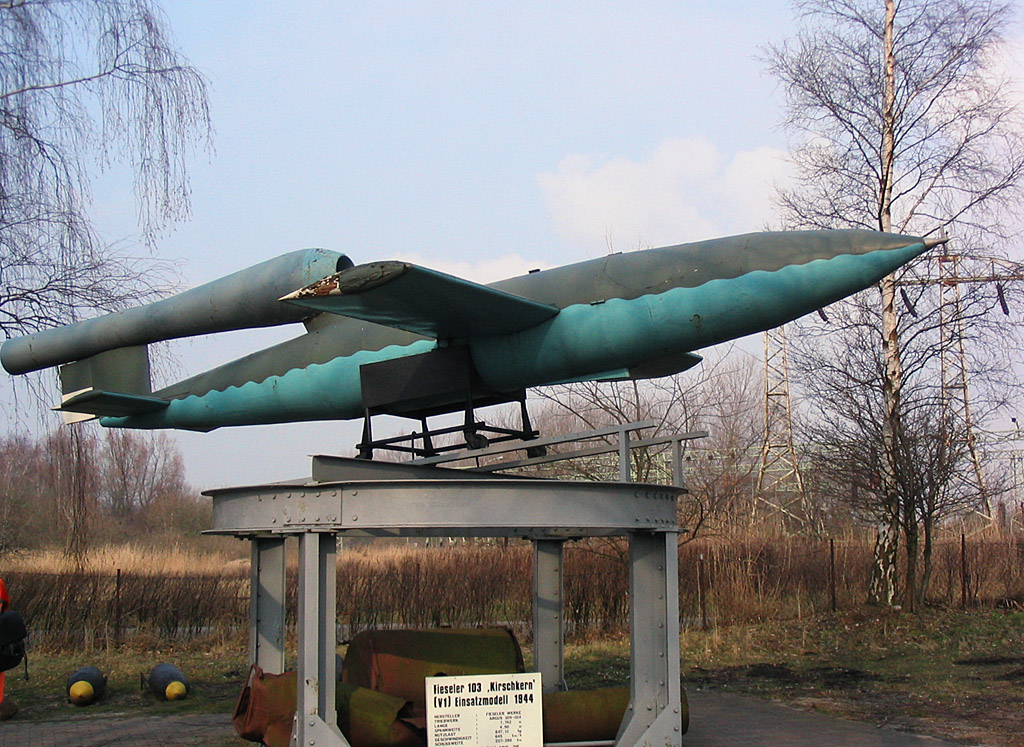
Le Fieseler Fi 103 (dit V1) en position sur sa rampe de lancement
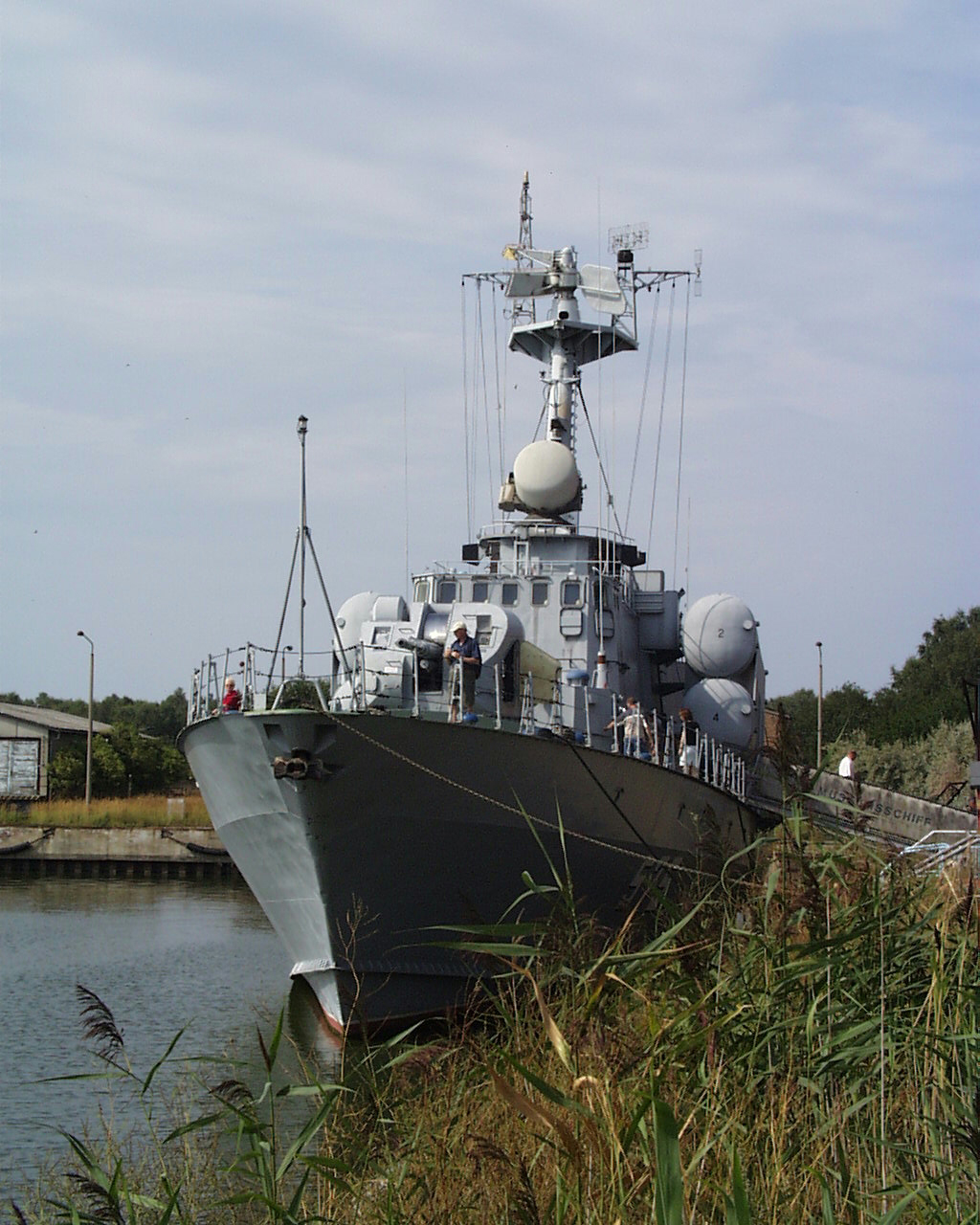
Lanceur de missiles Hans Beimler de la Classe Tarentul de la Volksmarine (amarré dans le port à l'autre bout de l'île)
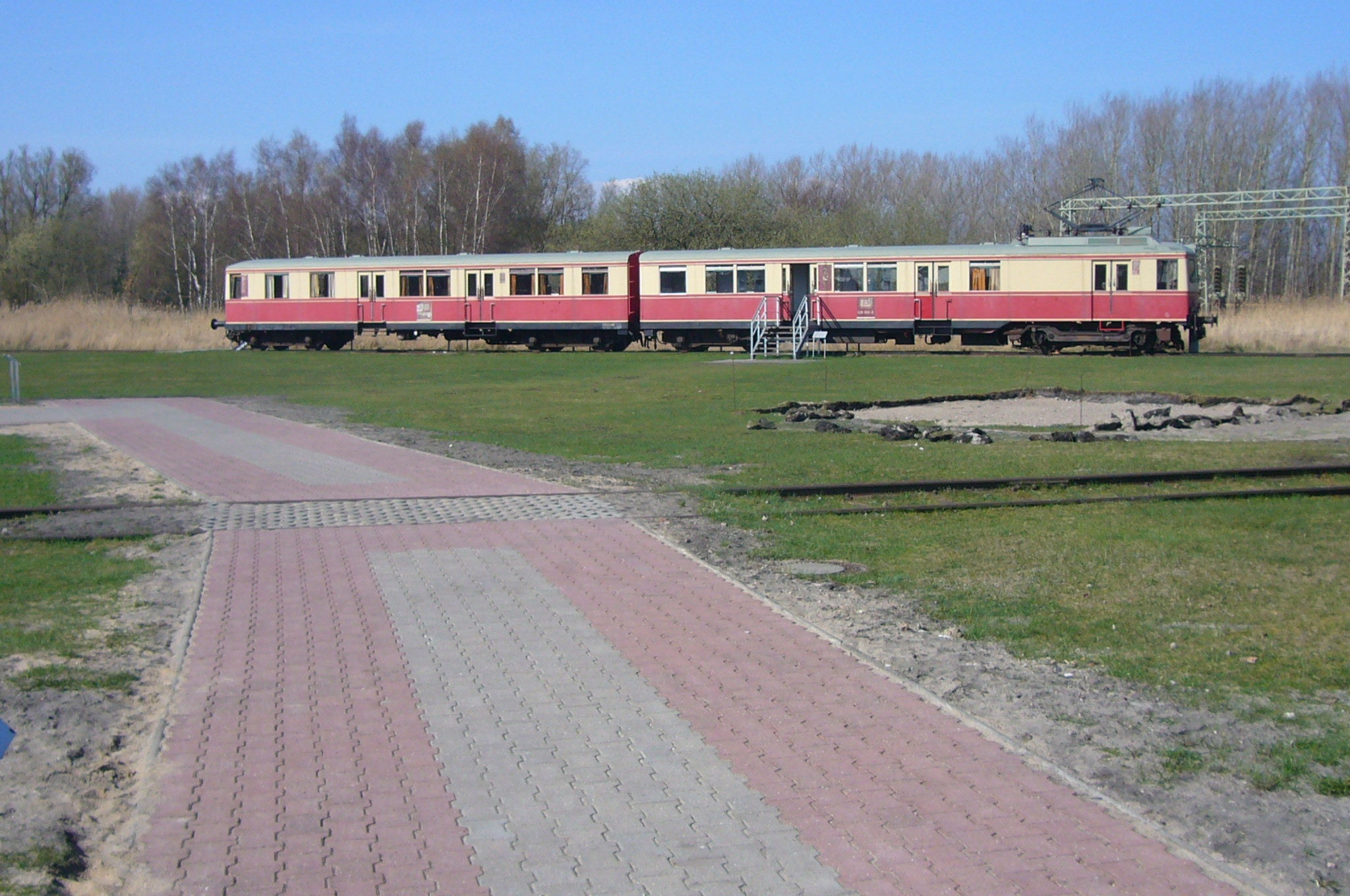
Train de marchandises de Peenemünde au milieu de la prairie
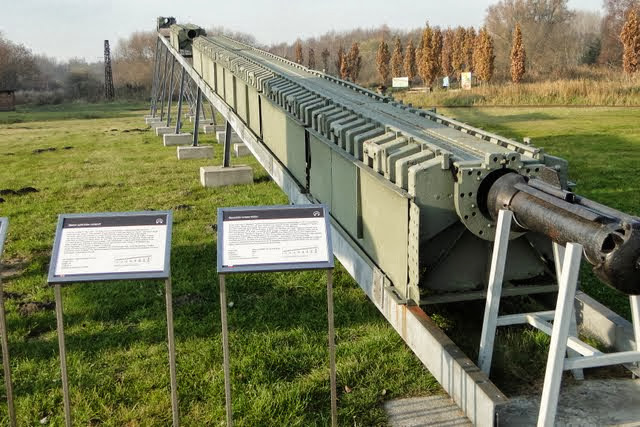
Rampe de lancement du Fieseler Fi 103 V1
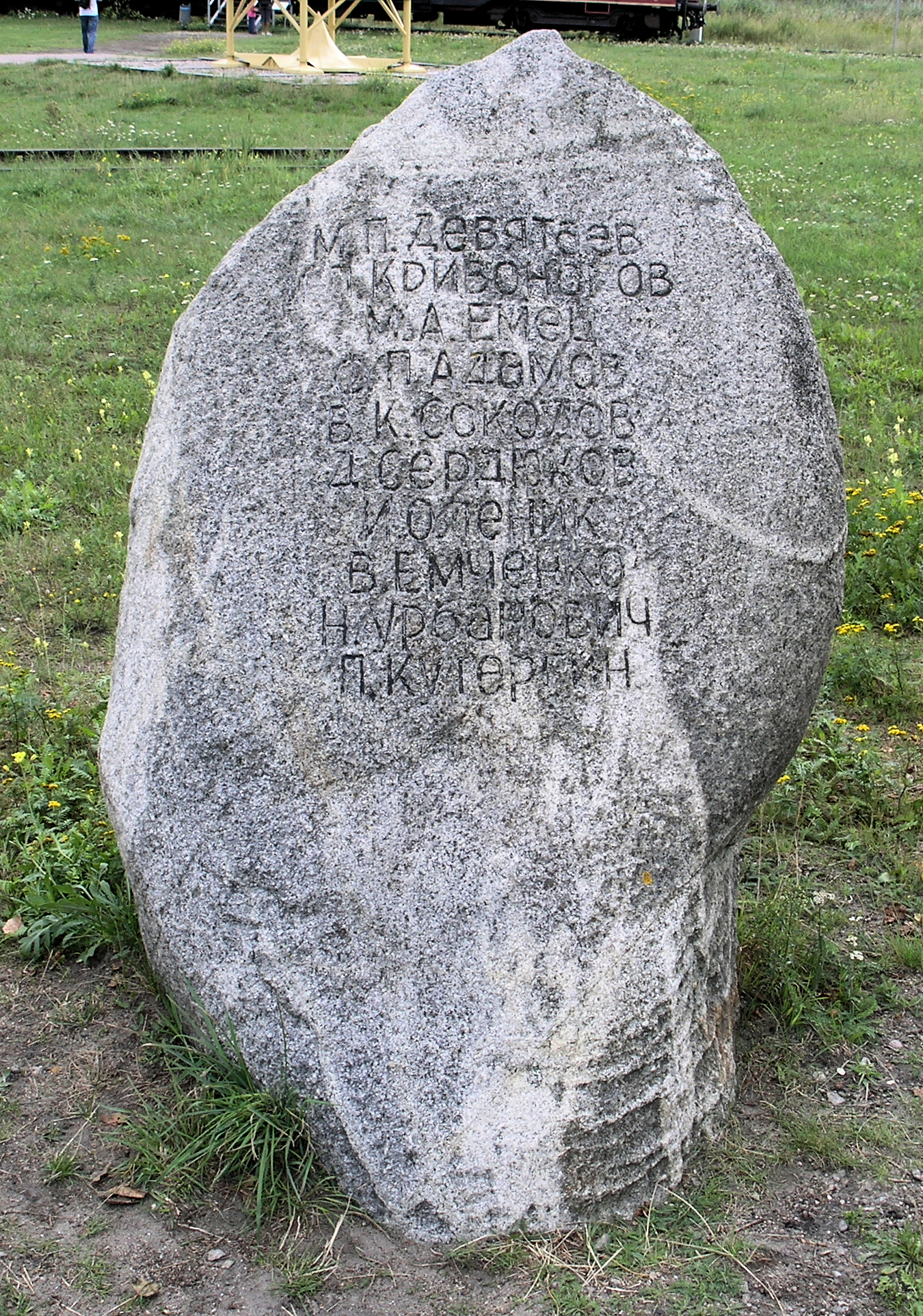
Mémorial du fugitif Mikhaïl Petrovitch Deviataïev et des détenus qu'il a aidés à fuir (restauré et monté sur piédestal)